# بوفیشه
بوفیشه (به عربی: بوفیشة) یک منطقهٔ مسکونی در تونس است که در استان سوسه واقع شده‌است. بوفیشه ۹٬۹۵۹ نفر جمعیت دارد.